# Coccophagus caridei
Coccophagus caridei is een vliesvleugelig insect uit de familie Aphelinidae. De wetenschappelijke naam is voor het eerst geldig gepubliceerd in 1918 door Brèthes.